# اوک هیل (فلوریدا)
اوک هیل (به انگلیسی: Oak Hill) شهری در شهرستان ولوسیا ایالت فلوریدا است که در سال ۱۹۲۷ بنیان‌گذاری شده‌است. این شهر طبق سرشماری سال ۲۰۱۰ میلادی، ۱٬۷۹۲ نفر جمعیت داشته و مساحت آن نیز ۲۹٫۱ کیلومتر مربع است.